# L'altra metà (Cesare Cremonini)
L'altra metà è un brano di Cesare Cremonini, quinto singolo estratto dall'album Il primo bacio sulla Luna, pubblicato nel 2008.

## Descrizione
L'altra metà, scritto ed arrangiato da Cesare Cremonini è stato reso disponibile per il download digitale e per l'airplay radiofonico il 2 ottobre 2009. Il brano era stato composto già nel 2007. La registrazione ed il mixaggio del brano è stata eseguita a Bologna, mentre l'orchestra, diretta da Nick Ingman è stata registrata presso gli Olympic Studios di Londra.